# Liste der Biografien/Grov
Liste der Biografien |
Portal Biografien |
Personensuche
# |
A |
B |
C |
D |
E |
F |
G |
H |
I |
J |
K |
L |
M |
N |
O |
P |
Q |
R |
S |
T |
U |
V |
W |
X |
Y |
Z |
?
 
Ga |
Gb |
Gc |
Gd |
Ge |
Gf |
Gh |
Gi |
Gj |
Gk |
Gl |
Gm |
Gn |
Go |
Gp |
Gq |
Gr |
Gs |
Gu |
Gv |
Gw |
Gy |
Gz
 
Gra |
Grb–Grd |
Gre |
Grg |
Gri |
Grj |
Grk |
Grl |
Grm |
Gro |
Grs |
Gru |
Gry |
Grz
 
Groa |
Grob |
Groc |
Grod |
Groe |
Grof |
Grog |
Groh |
Groi |
Groj |
Grok |
Grol |
Grom |
Gron |
Groo |
Grop |
Gros |
Grot |
Grou |
Grov |
Grow |
Groy |
Groz
Die Liste der Biografien führt alle Personen auf, die in der deutschsprachigen Wikipedia einen Artikel haben. Dieses ist eine Teilliste mit 58 Einträgen von Personen, deren Namen mit den Buchstaben „Grov“ beginnt.

## Grov

### Grova
- Grøvan, Hans Fredrik (* 1953), norwegischer Politiker

### Grovd
- Grøvdal, Karoline Bjerkeli (* 1990), norwegische Langstreckenläuferin

### Grove
- Grove, Alfred Thomas (1924–2023), britischer Geograf und Klimatologe
- Grove, Andrew (1936–2016), US-amerikanischer Manager, Mitbegründer von IntelAndrew Grove (1936–2016)

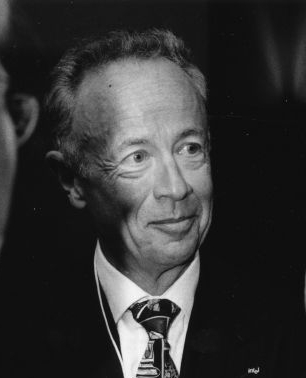
Andrew Grove (1936–2016)

- Grove, Ashley (* 1990), US-amerikanische Fußballspielerin
- Grove, Calvin (* 1962), US-amerikanischer Boxer im Federgewicht
- Grove, Florence Crauford (1838–1902), britischer Bergsteiger
- Grove, Frederick Philip (1879–1948), deutscher und kanadischer Schriftsteller und Übersetzer
- Grove, George (1820–1900), britischer Musikwissenschaftler
- Grove, Hans Herman (1814–1866), dänischer Seeoffizier und Marineminister
- Grove, Henning (1932–2014), dänischer Politiker (Det Konservative Folkeparti), Mitglied des Folketing sowie Fischereiminister
- Grove, Herbert (1862–1896), englischer Tennisspieler
- Grove, Jake (* 1980), US-amerikanischer American-Football-Spieler
- Grove, Karsten, dänisch-US-amerikanischer Mathematiker
- Grove, Lefty (1900–1975), US-amerikanischer Baseballspieler
- Grove, Lorenz († 1478), deutscher Bildhauer, Erz- und Rotgießer
- Grove, Ludolf († 1458), römisch-katholischer Bischof von Ösel-Wiek in Livland
- Grove, Moritz (* 1982), deutscher Film- und Bühnendarsteller
- Grove, Otto von (1836–1919), deutscher Eisenbahnmaschinenbauingenieur und Hochschullehrer
- Grove, Richard (* 1955), US-amerikanischer Schauspieler und Synchronsprecher
- Grove, Tillmann (* 1988), deutscher Fußballspieler
- Grove, William (1811–1896), britischer Jurist und Naturwissenschaftler
- Grove, William Barry (1764–1818), US-amerikanischer Politiker
- Groven, Eivind (1901–1977), norwegischer Komponist
- Grover, Alan (1944–2019), australischer Ruderer
- Grover, Asa (1819–1887), US-amerikanischer Politiker
- Grover, Edward (1932–2016), US-amerikanischer Schauspieler
- Grover, Gulshan (* 1955), indischer Schauspieler
- Grover, James R. junior (1919–2012), US-amerikanischer Offizier, Jurist und Politiker
- Grover, John (* 1938), britischer Filmeditor
- Grover, La Fayette (1823–1911), US-amerikanischer Politiker
- Grover, Lov (* 1960), indisch-amerikanischer Informatiker
- Grover, Martin (1811–1875), US-amerikanischer Politiker
- Grover, Simon (* 1966), englischer Schauspieler, Drehbuchautor und Politiker
- Gröver, Theodor (1909–1975), deutscher SS-Untersturmführer
- Grover-Williams, William (1903–1945), britisch-französischer Rennfahrer
- Grovermann, Christian (1943–2022), deutscher Fotograf
- Groves, Anthony Norris (1795–1853), englischer Zahnarzt und Missionar
- Groves, Cady (1989–2020), US-amerikanische Sängerin
- Groves, Charles (1915–1992), britischer Dirigent
- Groves, Colin (1942–2017), britisch-australischer Anthropologe, Primatologe, Mammaloge und Biologe
- Groves, Daniel (* 1984), Schweizer Kunstturner
- Groves, George (1901–1976), britisch-US-amerikanischer Tontechniker
- Groves, George (* 1988), britischer Boxer
- Groves, John (* 1953), deutscher Musikproduzent für Werbung und Kommunikation
- Groves, John R. J., australischer Mathematiker
- Groves, Kaden (* 1998), australischer Radrennfahrer
- Groves, Kristina (* 1976), kanadische Eisschnellläuferin
- Groves, Leslie (1896–1970), Lieutenant General der US Army und militärischer Leiter des Manhattan-ProjektsLeslie Groves (1896–1970)

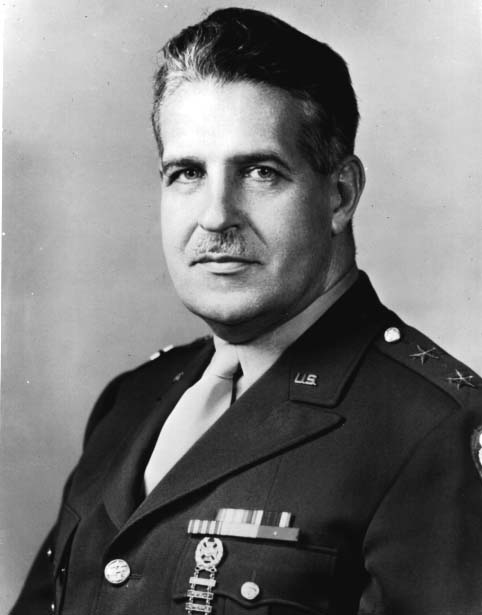
Leslie Groves (1896–1970)

- Groves, Madeline (* 1995), australische Schwimmerin
- Groves, Paul (* 1964), US-amerikanischer Opernsänger (Tenor)
- Groves, Perry (* 1965), englischer Fußballspieler
- Groves, Robert M. (* 1948), US-amerikanischer Statistiker und Soziologe
- Groves, Robert Marsland (1880–1920), britischer Offizier der Luftstreitkräfte und der Marine des Vereinigten Königreichs
- Groves, Robin (* 1945), US-amerikanische Film-, Fernseh- und Theaterschauspielerin
- Groves, Theodore (* 1941), US-amerikanischer Wirtschaftswissenschaftler
- Groves, Vic (1932–2015), englischer Fußballspieler

### Grovl
- Grovlez, Gabriel (1879–1944), französischer Dirigent and Komponist